# Stängslet
Stängslet är ett naturreservat på östra stranden av Norra Ockran i Rättviks kommun i Dalarnas län.
Området är naturskyddat sedan 2016 och är 38 hektar stort. Reservatet består av lövskog med gran i norra delen.